# Estação Riazanskii Prospekt
Riazanskii Prospekt (em russo:  Рязанский проспект) é uma das estações da linha Tagansko-Krasnopresnenskaia (Linha 7) do Metro de Moscovo, na Rússia. Estação «Riazanskii Prospekt» está localizada entre as estações «Vykhino» e «Kuzminki».